# Rhachotropis aculeata
Rhachotropis aculeata är en kräftdjursart som först beskrevs av Ivan Lepekhin 1780.  Rhachotropis aculeata ingår i släktet Rhachotropis och familjen Eusiridae. Inga underarter finns listade i Catalogue of Life.